# Lambda Lupi
Lamda Lupi (λ Lupi, λ Lup) è una stella tripla gerarchica situata nella costellazione del Lupo. Il sistema è uno dei membri dell'associazione stellare Scorpius-Centaurus, e più precisamente del sottogruppo Centauro superiore-Lupo, e la sua velocità peculiare di 27,4±4,9 km/s rispetto ai sistemi vicini fa ritenere che esso possa essere una stella fuggitiva. Situata a circa 800 anni luce dal sistema solare, la sua magnitudine apparente pari a +4,04 fa sì che questa stella sia visibile a occhio nudo nell'emisfero australe.

## Caratteristiche fisiche
In quanto stella tripla gerarchica, Lambda Lupi è formata da una stella singola (λ Lup A) e una stella binaria (λ Lup B), che in questo caso particolare è una binaria spettroscopica a doppia linea, in cui quindi sono visibili le linee spettrali di entrambe le stelle, che percorrono un'orbita attorno ad un centro di massa comune. In particolare, le due stelle girano l'una attorno all'altra con un periodo di 70,8 anni su un'orbita avente un'eccentricità pari a 0,63.
Sia la componente principale del sistema, λ Lup A, avente una magnitudine apparente di 4,43, sia la componente principale della stella binaria, λ Lup Ba, la cui magnitudine apparente è invece pari a 5,23, sono stelle azzurre di classe principale, di classe spettrale B3 e classe di luminosità V, e hanno una massa pari a 8,14 e 5,84 masse solari rispettivamente.